# OAU Memorial Place
Koordinaten: 7° 21′ 43″ N, 8° 42′ 43″ W

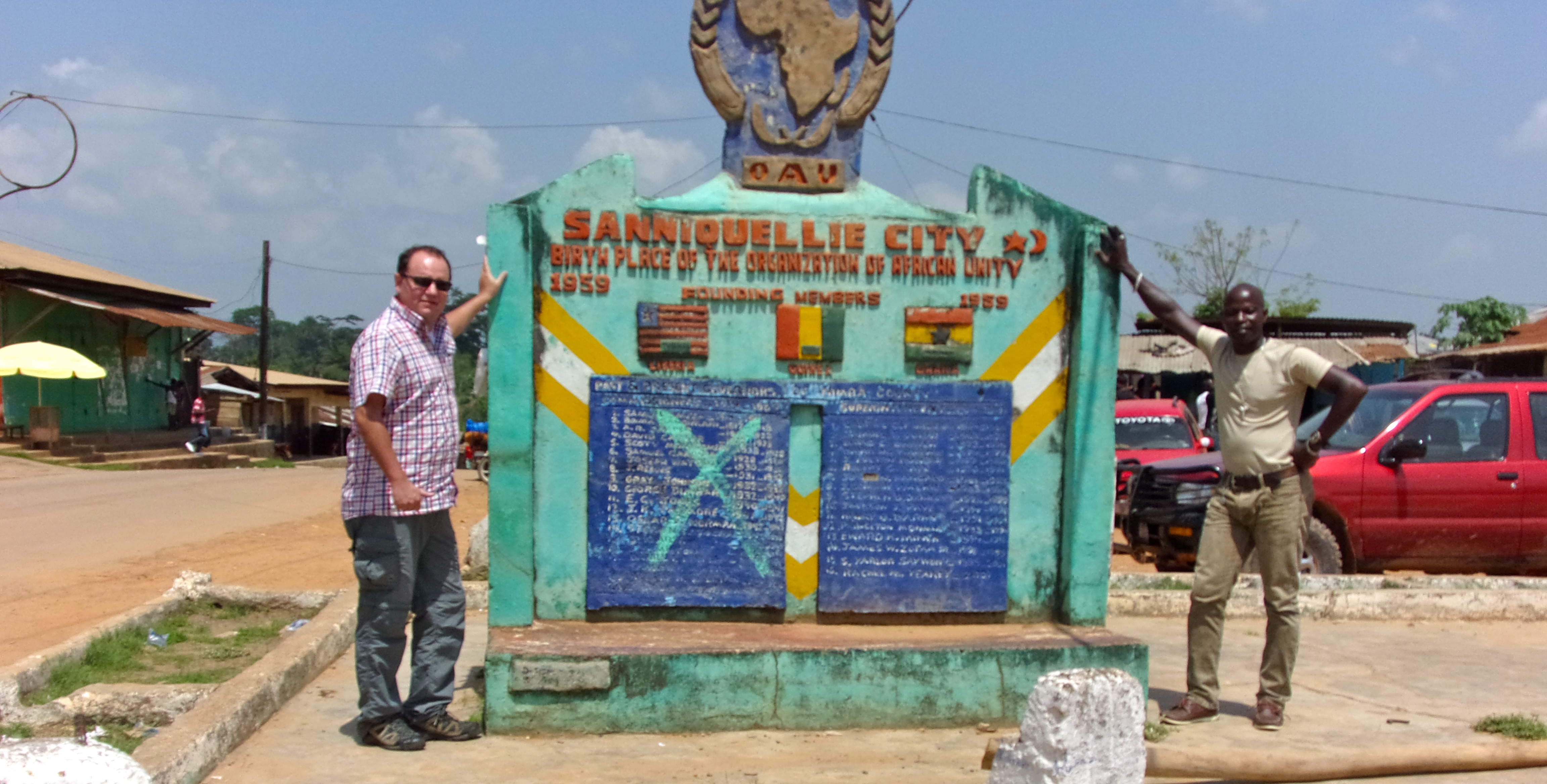
OAU Memorial Place, 2017

Der OAU-Memorial-Place (deutsch: OAU-Denkmalsplatz) ist ein Denkmal in der Innenstadt von Sanniquellie im Nimba County in der westafrikanischen Republik Liberia.
Am Denkmal werden alljährlich am 25. Mai, dem Afrikatag, politische Gedenkveranstaltungen abgehalten.
Das Denkmal befindet sich am Veranstaltungsort eines viertägigen informellen Treffens im Juli 1959, an dem die Präsidenten William S. Tubman (Liberia), Kwame Nkrumah (Ghana) und Ahmed Sékou Touré (Guinea) teilnahmen, das heute als Tubman-Nkrumah-Touré Conference bekannt ist, und berieten über die Gründung einer politischen Organisation für den afrikanischen Kontinent (Panafrikanismus). Dieses Treffen gilt als „Geburtsort“ der Organisation für Afrikanische Einheit und der Afrikanischen Entwicklungsbank.
Zu diesem Zeitpunkt befanden sich rings um den Gedenkstein am Denkmalsplatz drei traditionelle hölzerne afrikanische Beratungshäuser, die während des Liberianischen Bürgerkrieges durch Feuer zerstört wurden.
Das schlichte Denkmal ist etwa zwei Meter hoch und drei Meter breit. Es wurde auf einem Grünstreifen errichtet. Das Denkmal besteht aus einem gemauerten, verputzten und farbig angestrichenen Mauerblock. Darüber wurde mittig das Emblem der OAU montiert.
Auf der Vorderseite befindet sich die Inschrift: SANNIQUELLIE CITY / BIRTHPLACE OF THE ORGANIZATION OF AFRICAN UNITY / 1959  FOUNDING MEMBERS:  LIBERIA - GUINEA - GHANA  1958. Über jedem Ländernamen wurde die entsprechende Fahne aufgemalt. Darunter befindet sich eine zusätzliche Liste mit den Daten der Gouverneure und Superintendenten des Nimba County.
Auf der Rückseite befindet sich der gleiche Text:
SANNIQUELLIE CITY / BIRTHPLACE OF THE ORGANIZATION OF AFRICAN UNITY / 1959  FOUNDING MEMBERS:  LIBERIA - GUINEA - GHANA  1958 Über jedem Ländernamen wurde wiederum die entsprechende Fahne aufgemalt. Darunter wurden auf zwei Flächen die Daten der Sponsoren, des Architekten und der beteiligten Baufirma aufgemalt.
Die Inschriften und Malereien werden im Auftrag der County-Verwaltung regelmäßig vor dem Afrikatag erneuert.